# آرچی باون
آرچی باون (انگلیسی: Archie Bown؛ 1882 – 19 august ۱۹۵۸ (۷۵−۷۶ سال)) بازیکن فوتبال اهل انگلستان بود.
از باشگاه‌هایی که در آن بازی کرده‌است می‌توان به باشگاه فوتبال بریستول سیتی، باشگاه فوتبال ویموث، باشگاه فوتبال ساوت‌همپتون، و باشگاه فوتبال سوئیندون تاون اشاره کرد.